# 柳堀隆吾
栁堀 隆吾（やなぎぼり りゅうご、1994年3月31日 - ）は、日本のプロボクサー。神奈川県横浜市出身。花形ボクシングジム所属。

## 人物・来歴
日本体育大学在学中にボクシングを始めた。
2018年6月22日のプロデビュー戦は敗北したが、3か月後の試合でプロ初勝利。
そして2019年5月1日に後楽園ホールで行われた「DANGAN223」にてカリエンテ子安と東日本新人王予選ライト級4回戦を行い、判定勝ちで日本プロボクサー令和初勝利となった。
2021年東日本ライト級新人王として、西軍代表伊集院嵐を相手に4回3-0(38-37、39-36×2)判定勝ちで全日本新人王獲得

## 戦績
- アマチュアボクシング - 8戦5勝3敗
- プロボクシング - 13戦10勝(1KO)3敗(3KO)

## 獲得タイトル
- 2021年度全日本ライト級新人王